# Microsporófilo

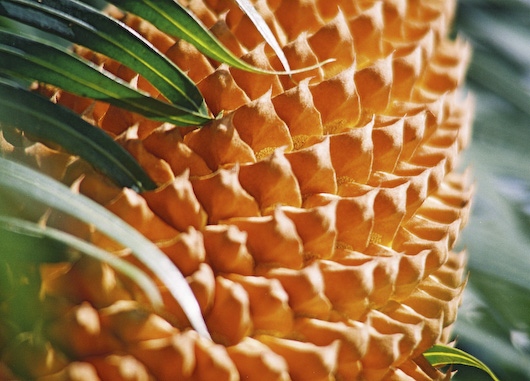
Detalhe do cone masculino de uma Cicadácea (Cycas circinalis) e seus microsporófilos.

Em botânica, chamam-se microsporófilos às escamas ou folhas masculinas dos cones ou pinhas das plantas do grupo das gimnospérmicas que produzem o pólen - o esporófito masculino onde se encontram os gâmetas que vão fecundar os óvulos.
Este nome deriva de micrósporo ou esporo masculino e da palavra grega "filos" = "folha". A pinha masculina, também conhecida por microstróbilo, é formada por essas folhas modificadas que são equivalentes a microsporângios.